# Davide La Cara
Davide La Cara is een Italiaans‑Nederlandse zanger en entertainer. Hij werd bekend door zijn deelname aan verschillende talentenjachten op de Nederlandse televisie, waaronder Idols, X‑Factor en Popstars (Nederland). La Cara bracht naast covers ook eigen Nederlandstalige en Italiaanstalige nummers uit.

## Biografie
Davide La Cara werd geboren in Desio (MI), Italië. In 1996 verhuisde hij naar Nederland voor de liefde en vestigde zich uiteindelijk in Nijmegen. Hij studeerde af aan de Academie voor Lichte Muziek in Lelystad en volgde aanvullende zang- en musicallessen.
In 2005 deed La Cara auditie voor het televisieprogramma Idols (seizoen 3). Tijdens deze auditie zong hij het nummer La Solitudine van Laura Pausini, waarmee hij indruk maakte op de jury en het publiek. Hij behaalde uiteindelijk de zestiende plaats uit circa 12.000 kandidaten. Nadien nam hij ook deel aan X‑Factor en Popstars (Nederland).
In 2006 won hij de talentenjacht Gelders Talent met een vertolking van Gente di Mare, waarmee hij een optreden op het Oudejaarsgala verdiende.
In 2012 won hij met het autobiografische nummer In mijn ogen de Nijmeegse voorronde van het COC Songfestival in De Lindenberg, en vertegenwoordigde hij Nijmegen in de landelijke finale in Delft. Het nummer werd gecomponeerd en grotendeels geschreven door Marc Damen, met aanvullende tekstbijdragen van La Cara en Marc Verburg.
In 2015 bracht La Cara zijn single Nieuw Begin uit, geschreven door Kirsten Michel en geproduceerd door Fluitsma & Van Tijn. Op 9 februari 2017 was hij te gast in het radioprogramma Gelderland Muziekland van Omroep Gelderland, waar hij met presentator Eric van den Berg sprak over zijn single Thuis. Het nummer is autobiografisch en de videoclip werd opgenomen in zijn toenmalige woonplaats Arnhem. In 2020 werd hij in hetzelfde programma geïnterviewd over zijn single Storie, een balladebewerking van Storie di tutti i giorni van Riccardo Fogli.
Sinds 2005 heeft La Cara een langdurige band met grafisch vormgever, schrijver, zanger en theatermaker Marc Verburg. Zij trouwden in 2013, maar het huwelijk werd in 2014 beëindigd. Ondanks hun scheiding bleven zij contact houden, en sinds 2025 wonen zij opnieuw samen. Verburg is ook te zien in La Cara’s auditie voor Idols in 2005, en de twee treden af en toe samen op. Muziek speelt een centrale rol in hun relatie. Daarnaast verzorgt Verburg het ontwerp en onderhoud van La Cara’s officiële website.

## Optredens
La Cara trad op bij uiteenlopende evenementen in Nederland, waaronder:
- Toppers van Oranje (2015) – Televisieoptreden op TV Oranje met het nummer Nieuw Begin[11]
- Bella Italia (2018) – Kasteel TerWorm, Heerlen[12]
- Coming Out Festival (2019) – Amersfoort[13]
- Una Notte Italiana (2023) – Enschede[14]
- Vini Amici (2024) – Grote Kerk, Alkmaar[15]
- Graafs Muziek Matinee (2023) – Grave[16]

## Muziek en discografie
Davide La Cara is actief als zanger en songwriter binnen het Nederlandstalige muziek en Italiaanse muziek popgenre. Zijn werk kenmerkt zich door autobiografische thema’s, mediterrane invloeden en samenwerkingen met gevestigde producers en tekstschrijvers.
In 2015 bracht La Cara de single Nieuw Begin uit, een Nederlandstalig pop/dance‑nummer, geschreven door Kirsten Michel en geproduceerd door Fluitsma & Van Tijn. Het nummer bevat autobiografische elementen over persoonlijke groei en nieuwe kansen. Volgens een interview uit 2016 ontstond het lied na een periode van verlies en herstel, waaronder een ernstig ongeluk waarbij La Cara zijn rug brak.
In februari 2017 volgde de single Thuis, eveneens geschreven door Michel en geproduceerd door Fluitsma & Van Tijn.
In 2020 verscheen Storie, een balladebewerking van Storie di tutti i giorni van Riccardo Fogli. Het nummer werd in Nederland bekend door de popversie van Marco Borsato, De meeste dromen zijn bedrog. La Cara bracht met Storie een ingetogen interpretatie.
Daarnaast bracht hij nummers uit als Ave Maria (2014) en Fragilità (2023), de laatste in samenwerking met producer Enzo Gallo.

### Selectieve discografie
- Ave Maria (single, 2014)
- Nieuw Begin (single, 2015)
- Thuis (single, 2017)
- Storie (single, 2020)
- Fragilità (single, 2023)

## Media-aandacht
In 2005 was La Cara voor het eerst op televisie te zien tijdens zijn auditie voor het derde seizoen van Idols. Hij zong het nummer La solitudine van Laura Pausini.
Tijdens de theaterrondes in Concertgebouw De Vereeniging in Nijmegen zong La Cara samen met Ariel Sietses het duet Don't Go Breaking My Heart. Later namen Davide en Ariel ook samen deel aan X Factor.
Daarnaast deed La Cara mee aan het televisieprogramma Popstars (Nederland). Zijn auditie is te bekijken via zijn Facebookpagina.
In 2015 besteedde De Sterrenparade aandacht aan de release van La Cara’s single Nieuw Begin, geschreven door Kirsten Michel en geproduceerd door Fluitsma & Van Tijn. Het nummer bevat autobiografische elementen over persoonlijke groei en nieuwe kansen.
In 2016 werd hij geïnterviewd door journaliste Bianca Looman naar aanleiding van Nieuw Begin. In dit interview vertelde hij over het beëindigen van zijn huwelijk na een ernstig ongeluk waarbij hij zijn rug brak, en hoe deze gebeurtenis hem inspireerde tot het schrijven van het nummer.
Op 9 februari 2017 was La Cara te gast in het radioprogramma Gelderland Muziekland van Omroep Gelderland, waar hij door Eric van den Berg werd geïnterviewd over zijn single Thuis. Het nummer is autobiografisch en de videoclip werd opgenomen in zijn toenmalige woonplaats Arnhem.
In 2018 trad La Cara op met het nummer Gente di mare in het televisieprogramma So You Think You Can Sing, waarin zangtalenten centraal staan.
In 2020 werd hij in het radioprogramma Gelderland Muziekland geïnterviewd door Laurens Tijink over zijn single Storie, een balladebewerking van Storie di tutti i giorni van Riccardo Fogli, in Nederland bekend geworden door de popversie van Marco Borsato De meeste dromen zijn bedrog.
In 2022 kreeg La Cara landelijke bekendheid door zijn deelname aan het televisieprogramma Married at First Sight, waar hij te zien was als date van deelnemer Maurice. Over deze deelname verschenen artikelen op diverse platforms, waaronder RTL Boulevard, Cosmopolitan, Flair (tijdschrift), LoveReality.nl en Story.
In juli 2022 verscheen La Cara in een uitgebreid interview op In De Buurt, waarin hij sprak over zijn Italiaanse achtergrond, zijn liefde voor La dolce vita en zijn rol als vertegenwoordiger van de Italiaanse cultuur in Nederland.<ref>{{Citeer web |url=https://www.indebuurt.nl/arnhem/lifestyle/oud-idols-kandidaat-davide-viert-la-dolce-vita-in-arnhem-ik-breng-italie-naar-hier~